# Erysimum carniolicum
Erysimum carniolicum är en korsblommig växtart som beskrevs av Dolliner. Erysimum carniolicum ingår i släktet kårlar, och familjen korsblommiga växter. Inga underarter finns listade i Catalogue of Life.

## Bildgalleri

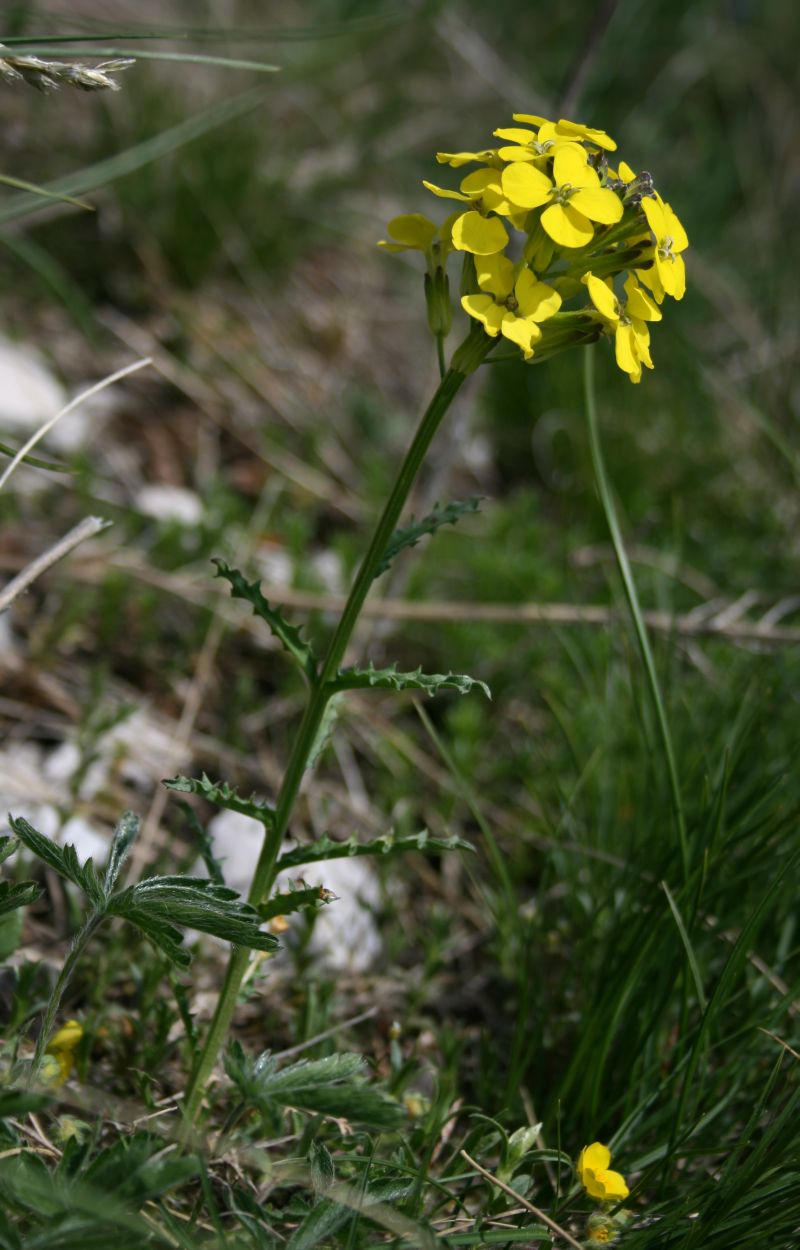